# 替利定
替利定（商品名：Valoron等）是一种含氮有机化合物，化学式为C17H23NO2，属于類阿片镇痛药，用于中度至重度疼痛。